# Alectra lancifolia
Alectra lancifolia är en snyltrotsväxtart som beskrevs av William Botting Hemsley. Alectra lancifolia ingår i släktet Alectra och familjen snyltrotsväxter. Inga underarter finns listade i Catalogue of Life.